# Dávid Fekete
Dávid Fekete (* 12. Oktober 1996 in Budapest) ist ein ungarischer Handballspieler.

## Karriere
Dávid Fekete spielte in der Jugend für die Budapester Vereine Elektromos SE und PLER KC. Ab 2014 stand der 1,87 m große linke Außenspieler im erweiterten Kader des ungarischen Rekordmeisters Telekom Veszprém. In der Saison 2015/16 wurde er an Váci KSE ausgeliehen. Zurück in Veszprém erzielte er in der Saison 2016/17 seine ersten Tore in der K&H liga, gab sein Debüt in der EHF Champions League, wurde ungarischer Meister und Pokalsieger. Ab 2017 lief Fekete für den CYEB Budakalász KC auf, mit dem er am EHF-Pokal 2017/18 teilnahm. Wegen einer Verletzung legte er eine Handballpause ein. Seit Februar 2022 steht er beim Grundfos Tatabánya KC unter Vertrag, mit dem er in der EHF European League 2021/22 antrat.
Mit der ungarischen Nationalmannschaft belegte Fekete bei der Europameisterschaft 2018 den 14. Platz, im Turnier warf er zwei Tore bei seinem einzigen Einsatz. Bisher bestritt er drei Länderspiele, in denen er drei Tore erzielte.
Sein Vater Gábor Fekete lief zehnmal für Ungarn auf.